# 3322-es mellékút (Magyarország)
A 3322-es számú mellékút egy bő 10 kilométeres hosszúságú, négy számjegyű mellékút Hajdú-Bihar vármegye középső részén; a 33-as főút hortobágyi szakaszától húzódik Egyek Telekháza nevű, különálló településrészéig.

## Nyomvonala
Hortobágy nyugati külterületei között, a település központjától majdnem 9 kilométer távolságra ágazik ki a 33-as főútból, annak a 63+100-as kilométerszelvénye közelében, észak felé. Még az első kilométere előtt északnyugatnak fordul, elhalad a hortobágyi tórendszer több tóegysége mellett, majd 2,6 kilométer után átlép Egyek határai közé. Az 5. és 6. kilométerei között elhalad Ohat külterületi településrész épületei között, 7,7. kilométer után pedig keresztezi a Debrecen–Füzesabony-vasútvonal vágányait, Ohat-Pusztakócs vasútállomás térségének nyugati széle mellett, de közvetlenül előtte még kiágazik belőle keletnek az állomást kiszolgáló 33 323-as számú mellékút. Nagyjából 10,3 kilométer megtétele után éri el Egyek-Telekháza lakott területét, és kevéssel ezután, a településrész központjában véget is ér, beletorkollva a 3315-ös útba, annak a 10+100-as kilométerszelvénye közelében.
Teljes hossza, az országos közutak térképes nyilvántartását szolgáló kira.kozut.hu adatbázisa szerint 10,502 kilométer.

## Települések az út mentén
- (Hortobágy)
- Egyek-Telekháza